# Kenji Ekuan
Kenji Ekuan (榮久庵憲司, Ekuan Kenji) est un designer industriel japonais né le 11 septembre 1929 à Tokyo et mort le 8 février 2015 dans la même ville.
Cofondateur du studio G. K. Design, il conçoit notamment une bouteille de sauce de soja pour la firme Kikkoman. Le prix Compasso d'Oro lui est attribué en 2014.

## Biographie

### Jeunesse et formation
Le père de Kenji Ekuan est moine et missionnaire bouddhiste. Il s'établit avec sa famille à Hawaï. Ils retournent au Japon alors que Kenji Ekuan est âgé de sept ans. Le 6 août 1945, jour du largage de la bombe atomique d'Hiroshima, Ekuan rentre en train chez ses parents. Le bombardement rase la ville et fait plus de 100 000 morts. L'adolescent perd sa sœur cadette, puis son père, mort un an plus tard en raison de son exposition aux radiations. Après la guerre, il tente de devenir moine, puis décide de se consacrer au design industriel. Il étudie à l'université nationale des beaux-arts et de la musique de Tokyo, d'où il sort diplômé en 1955. Il se rend aux États-Unis et poursuit ses études à l'Art Center College of Design de Pasadena. Il obtient son diplôme deux ans plus tard.

### Carrière

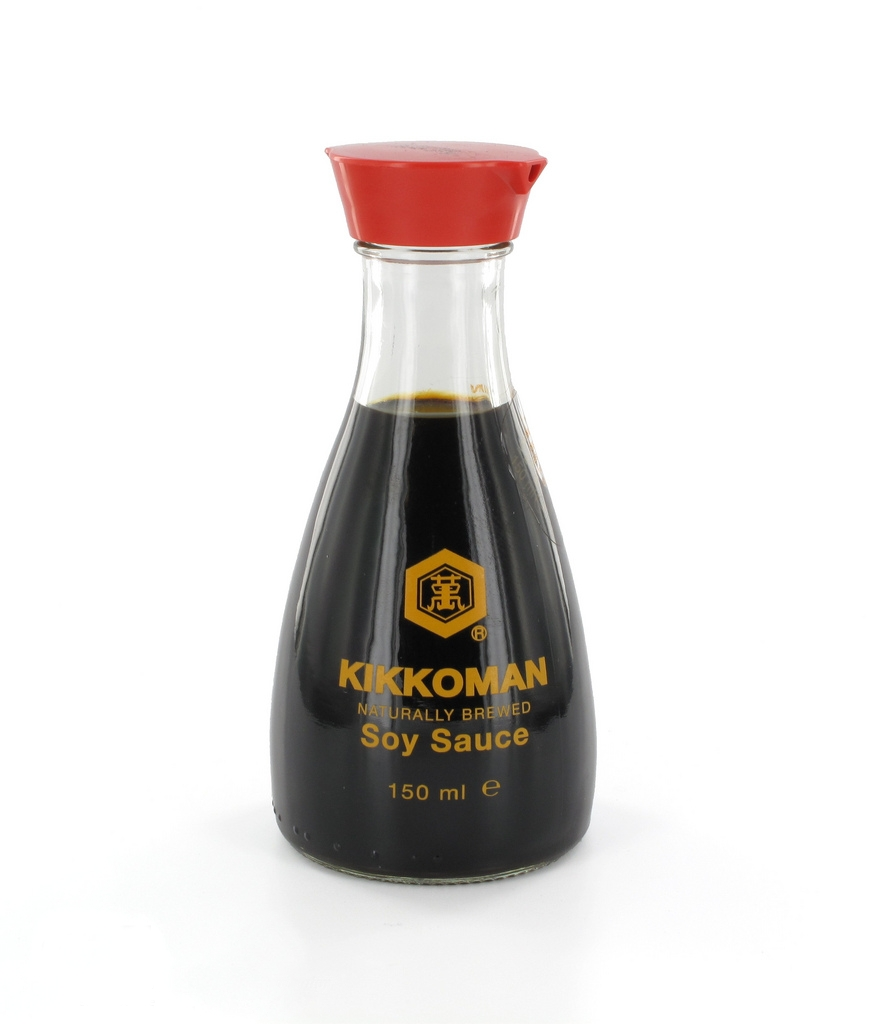
Bouteille de sauce soja Kikkoman, dessinée par Kenji Ekuan.

Kenji Ekuan cofonde la firme G. K. Design. À la demande du président de la firme Kikkoman, qui produit de la sauce de soja, il conçoit une bouteille plus petite que les récipients traditionnels afin qu'elle puisse être disposée sur la table durant les repas. Le projet demande trois ans de travail à son équipe, durant lesquels une centaine de prototypes sont réalisés. La bouteille de verre en forme de larme, qui dispose d'un bec antigoutte, devient emblématique des valeurs de simplicité et de fonctionnalité associées au design japonais. Elle est exposée dans la collection permanente du Museum of Modern Art de New York. Il s'en est vendu plus de trois cents millions d'exemplaires dans le monde depuis sa mise sur le marché en 1961.
G. K. Design dessine la motocyclette Yamaha VMax, lancée en 1984, ainsi que les rames de la série E3 du système de train à grande vitesse Shinkansen et les séries 253 et E259 du service ferroviaire Narita Express. La firme conçoit également des logos.
Ekuan est l'auteur de plusieurs ouvrages, dont un livre consacré aux coffrets repas japonais, également appelés boîtes Bentō.

## Récompenses
Durant sa carrière, Kenji Ekuan reçoit plusieurs récompenses internationales, dont la médaille Sir Misha Black (en) en 1996 et le prix Compasso d'Oro en 2014.